# Michael Gray (muzyk)
Michael Anthony Sheffield Gray (ur. 25 lipca 1966 r. w Croydon) – brytyjski DJ i producent muzyki house.

## Single
- 2004 The Weekend (feat. Shena)
- 2005 Whatcha Gonna Do
- 2006 Borderline (feat. Shelly Poole)
- 2007 Somewhere Beyond (feat. Steve Edwards)
- 2008 Ready For This
- 2011 Piece Of You (feat. Laura Kidd)
- 2012 Can't Wait For The Weekend (feat. Roll Deep)
- 2013 Chasing Shadows (feat. Danielle Senior)